# Gare de Bekira
La gare de Bekira est une gare ferroviaire algérienne située sur le territoire de la commune de Hamma Bouziane, dans la wilaya de Constantine.

## Situation ferroviaire
La gare est située dans la localité de Bekira, dans le sud de la commune de Hamma Bouziane, sur la ligne d'Alger à Skikda où elle est précédée de la gare de Constantine et suivie de celle de Hamma Bouziane.

## Service des voyageurs

### Desserte
La gare de Bekira est desservie par les trains régionaux des liaisons :
- Constantine - Jijel[1] ;
- Constantine - Skikda[2] ;
- Constantine - Zighoud Youcef[3].